# Uniunea Euroasiatică
Uniunea Euroasiatică este o propunere pentru Belarus, Kazahstan, Kârgâzstan, Rusia, Tadjikistan, precum și pentru alte state ca Finlanda, Ungaria, Republica Cehă, Bulgaria și Mongolia, pentru a aprofunda integrarea economică și politică în aceste țări într-o uniune supranațională. Ideea, care se bazează pe sistemul de integrare al Uniunii Europene, a fost adusă în atenție la 11 octombrie 2011 de către prim-ministrul Rusiei, Vladimir Putin, dar a fost propusă pentru prima dată ca un concept de către președintele Kazahstanului, Nursultan Nazarbayev, în timpul unui discurs din 1994 la o universitate din Moscova. La data de 18 noiembrie 2011 președinții din Belarus, Kazahstan și Rusia au semnat un acord, stabilind un obiectiv de instituire a Uniunii Eurasia până în 2015. Acordul a inclus foaia de parcurs pentru integrarea viitoare și a stabilit Comisia Eurasia (după modelul Comisiei Europene) și Spațiul Economic Eurasiatic; ambele cu începerea activității la 1 ianuarie 2012.

## Calitatea de membru
Uniunea Eurasia este considerată a fi ideea lui Vladimir Putin, care se aproprie cel de-al treilea mandat planificat al său ca președinte al Rusiei. Dacă s-ar realiza, ar cuprinde un număr de state, care au făcut parte din fosta Uniune Sovietică: Rusia, Belarus, Kazahstan, Kârgâzstan și Tadjikistan. Potrivit The New York Times, mai mulți candidați la alegerile prezidențiale din Kârgâzstan din 2011 au aprobat conceptul. Guvernul Tadjikistanului a declarat că ia în considerare posibilitatea de a fi membru.
Se preconizează că, pe lângă statele postsovietice, aderarea la Uniunea Eurasia va fi extinsă pentru a include alte țări, care au fost istoric sau cultural apropiate, cum ar fi: Finlanda, Ungaria, Republica Cehă, Bulgaria și Mongolia, integrându-le într-un organ de stat comun unde rusa ar fi limbajul comun de comunicare și cooperare economică. Potrivit lui Vladimir Putin, Uniunea Eurasia s-ar baza pe „cele mai bune din valorile Uniunii Sovietice”, însă criticii susțin că această integrare rusă are drept scop restabilirea Uniunii Sovietice.

## Evoluția structurală

#### Tratate și stadii de dezvoltare ale Uniunii Economice Euroasiatice
| An   | Documente iscălite |
| ---- | --- |
| 1995 | Tratatul Uniunii Vamale dintre Belarus și Rusia |
| 1995 | Tratatul Uniunii Vamale dintre Kazahstan și Russia |
| 1996 | Acordul pentru integrarea accelerată în domeniile economică și umanitară dintre Belarus, Kazahstan, Rusia și Kârgâzstan |
| 1999 | Tratatul Uniunii Vamale și al Spațiului Economic Unic dintre Belarus, Kazahstan, Rusia, Kârgâzstan și Tajikistan (Acordul pentru completarea formării Uniunii Vamale și a Spațiului Economic Unic)                           |
| 2000 | Tratatul înființării Comunității Economice Euroasiatice (EurAsEC) – Belarusul, Kazahstanul, Rusia, Kârgâzstanul și Tajdikistanul                                                                                             |
| 2003 | Tratatul formării Spațiului Economic Unic – Belarusul, Kazahstanul, Rusia și Ucraina |
| 2007 | Tratatul delegării Uniunii Vamale – Belarusul, Kazahstanul și Rusia |
| 2007 | Tratatul înființării Teritoriului Vamal Integrat și al creării Uniunii Vamale dintre Belarus, Kazahstan și Rusia |
| 2010 | Înființarea Uniunii Vamale dintre Belarus, Kazahstan și Rusia |
| 2011 | Tratatul Comitetului Economic Eurasiatic pentru Belarus, Kazahstan și Rusia |
| 2011 | Decizia Consiliului Economic Euroasiatic Suprem despre aderarea la înțelegerile internaționale și producerea de efecte, formând baza legală a Uniunii Vamale și a Spațiului Economic Unic pentru Belarus, Kazahstan și Rusia |
| 2011 | Declarație despre integrarea economică euroasiatică – Belarus, Kazahstan și Rusia |
| 2012 | Înființarea Spațiului Economic Unic – Belarus, Kazahstan și Rusia |
| 2012 | Comitetul Economic Euroasiatic a început să funcționeze |
| 2015 | Înființarea Uniunii Economice Euroasiatice |
| 2015 | Acordul despre Uniunea Economică Euroasiatică |

### Acorduri de liber-schimb
| Țară                   | Data producerii de efecte | Iscălitura        | Relații                                                     | Textul tratatului                            |
| ---------------------- | ------------------------- | ----------------- | ----------------------------------------------------------- | -------------------------------------------- |
| Ucraina                | 20 septembrie 2012        | 18 octombrie 2011 | Negocierile pentru Zona de Comerț Liber din cadrul CSI-ului | Zona de Comerț Liber din cadrul CSI-ului(1)  |
| Moldova                | 1 ianuarie 2013           | 18 octombrie 2011 | Negocierile pentru Zona de Comerț Liber din cadrul CSI-ului | Zona de Comerț Liber din cadrul CSI-ului (2) |
| Uzbekistan             | 9 ianuarie 2014           | 18 octombrie 2011 | Negocierile pentru Zona de Comerț Liber din cadrul CSI-ului | Zona de Comerț Liber din cadrul CSI-ului (2) |
| Egipt                  | 5 octobrie 2015           | 10 februarie 2015 |                                                             | Acordul de liber-schimb                      |
| Tadjikistan            | 19 martie 2016            | 18 octombrie 2011 | Negocierile pentru Zona de Comerț Liber din cadrul CSI-ului | Zona de Comerț Liber din cadrul CSI-ului (2) |
| Vietnam                | 5 octombrie 2016          | 29 mai 2015       |                                                             | Zona de liber-schimb UEE-Vietnam             |
| China                  | începutul lui 2019        | 17 mai 2018       |                                                             | Acordul de liber-schimb                      |
| Iran                   | începutul lui 2021        | 17 mai 2018       |                                                             | Acordul de liber-schimb                      |
| Serbia                 | 1 octombrie 2019          | 6 iunie 2016      |                                                             | Acordul de liber-schimb                      |
| Propuse: Israel, India |                           |                   |                                                             |                                              |

#### Președinție
| An   | nr. | Țară       | Șeful statului sau al guvernului         | Acorduri comerciale majore |
| ---- | --- | ---------- | ---------------------------------------- | -------------------------- |
| 2015 | 1   | Belarus    | Aleksandrî Lukașenko                     | Vietnam                    |
| 2016 | 2   | Kazahstan  | Nursultan Nazarbayev                     | Nici unul                  |
| 2017 | 3   | Kârgâzstan | Almazbek Atambayev (până la 1 decembrie) | Nici unul                  |
| 2017 | 3   | Kârgâzstan | Suronbey Ginbekov (de la 1 decembrie)    | Nici unul                  |
| 2018 | 4   | Rusia      | Vladimir Putin                           | China, Iran                |
| 2019 | 5   | Armenia    | Nikol Pașinian                           | Serbia, Singapore          |
| 2020 | 6   | Belarus    | Alexandrî Lukașenko                      |                            |
| 2021 | 7   | Kazahstan  | Qasym-Jomart Toqaev                      |                            |
| 2022 | 8   | Kârgâzstan | Sadâr Japarov                            |                            |
| 2023 | 9   | Rusia      |                                          |                            |